# ナバーラ州立大学
ナバーラ州立大学（ナバーラしゅうりつだいがく、スペイン語: Universidad Pública de Navarra, バスク語: Nafarroako Unibertsitate Publikoa、略称UPNA）は、スペイン・ナバーラ州パンプローナにある公立大学。1987年設立。

## 歴史
ナバーラ州内に存在した高等教育機関を統合させて、1987年4月21日、ナバーラ州議会によってナバーラ州立大学が設立された。メインキャンパスは州都パンプローナの郊外、サッカークラブのCAオサスナの本拠地であるエスタディオ・エル・サダールの近くにある。州南部のトゥデラに新キャンパスを設立することが計画されている。健康科学部の建物はメインキャンパス内ではなく、パンプローナの2大病院の近くに置かれている。15専攻に約10,000人の学生が在籍しており、もっとも人気があるのは経営管理や工学の専攻である。エラスムス・プログラム、ISEP、ヴィレイ・パラフォックス、他の交換プログラムによって多くの留学生も在籍している。

## 開設学部
- 経済学・経営学部
- 社会科学・人文科学部
- 法学部
- 農業工学部
- 工学・電気通信学部
- 健康科学部

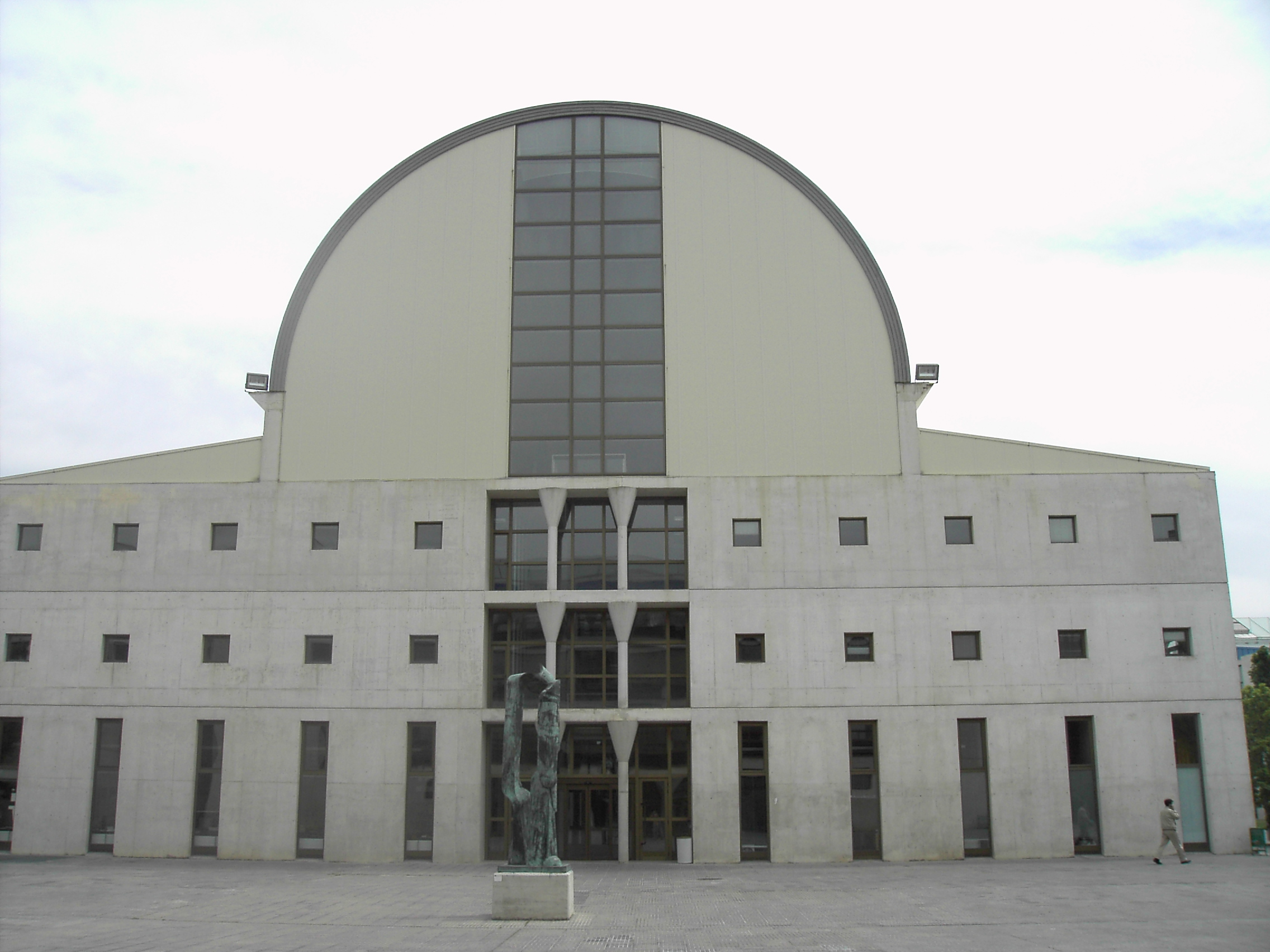
図書館
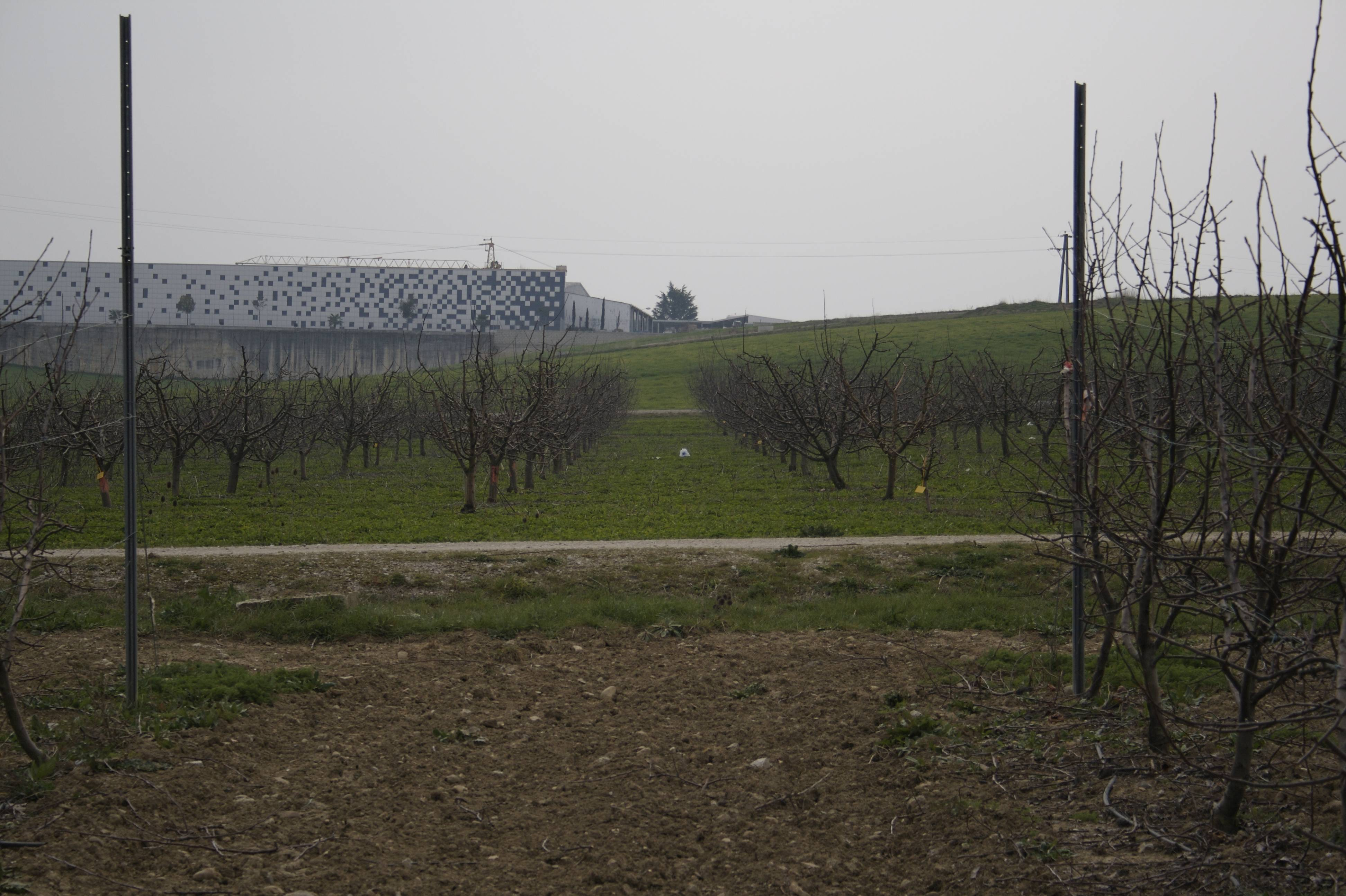
農業工学部(ETSIA)の実習農場
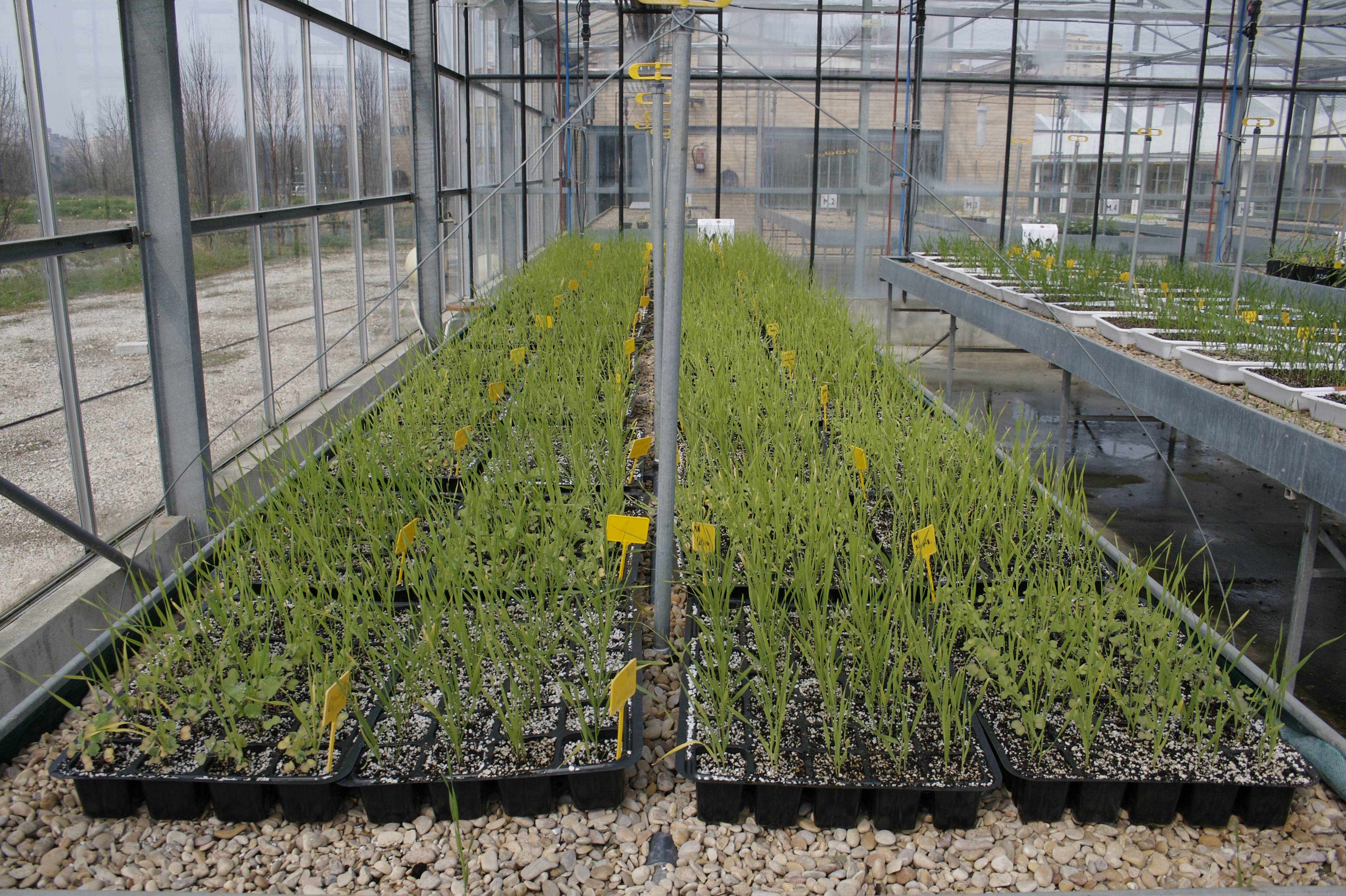
実習農場の空調温室

## その他
ナバーラ州には1952年に設立されたナバーラ大学があり、ナバーラ大学はオプス・デイが運営するカトリック大学である。また、州内には通信課程のスペイン国立通信教育大学（国立）のセンターがある。隣接するバスク自治州にはバスク大学（州立）、モンドラゴン大学（私立）、デウスト大学（私立）が存在する。